# 미쓰구치정
미쓰구치정(三津口町)은 히로시마현 가모군에 있던 정이다. 현재의 구레시의 일부에 해당한다.

## 역사
- 1889년 4월 1일 - 정촌제 시행에 의해 가모군 미쓰구치촌이 성립하였다.
- 1922년 1월 1일 - 정으로 승격해 미쓰구치정이 되었다.
- 1944년 1월 1일 - 우치노우미정, 노로촌과 합병, 야스우라정이 신설해 폐지되었다.

## 참고문헌
- 角川日本地名大辞典 34 広島県
- 『市町村名変遷辞典』東京堂出版、1990年。